# Héliodore (général)
Pour les articles homonymes, voir Héliodore.
Héliodore est un ministre ou vizir, littéralement « préposé aux affaires » (epi tôn pragmatôn), du roi séleucide Séleucos IV qu'il assassine en 175 av. J.-C.

## Biographie
Selon le récit du deuxième Livre des Maccabées, en 176 av. J.-C., Séleucos IV charge Héliodore d’inspecter et de confisquer le trésor du Temple de Jérusalem. Le grand-prêtre Onias III refuse catégoriquement cette réquisition (le trésor comprenait non seulement les dépôts du peuple mais aussi la fortune du tobiade Hyrcan). Après son échec à Jérusalem, Héliodore empoisonne Séleucos à Antioche et tente de se faire déclarer roi mais il est renversé et exécuté par Antiochos IV, frère de Séleucos IV.
Ce récit émaillé d'événements surnaturels semble être l'écho d'un conflit opposant le pouvoir séleucide et les autorités juives. Les Séleucides se débattent dans des problèmes financiers liés à la dette à verser aux Romains depuis la paix d'Apamée, alors que les autorités juives sont soucieuses de préserver l'autonomie financière du Temple. Au sein de la société juive, ce conflit est relayé par différents partis luttant pour prendre le pouvoir à Jérusalem et qui en profitent pour faire jouer leurs alliances politiques. Une inscription contenant la copie d'un ordre adressé par Séleucos IV à Héliodore a été retrouvée en Israël dans les années 2000. Cette stèle, dite « stèle d'Héliodore », indique la nomination d'un certain Olympiodore en tant qu'administrateur des sanctuaires de la satrapie de Cœlé-Syrie et Phénicie.

## Représentations
À la Renaissance, Raphaël représente Héliodore chassé du temple dans une fresque peinte entre 1511 et 1512 et conservée dans la chambre d'Héliodore, une des chambres de Raphaël du palais apostolique du Vatican. Le peintre romantique Eugène Delacroix représente, entre 1854 et 1861, cette même scène dans la chapelle des Saints-Anges de l'Église Saint-Sulpice de Paris.

Représentations dans la peinture
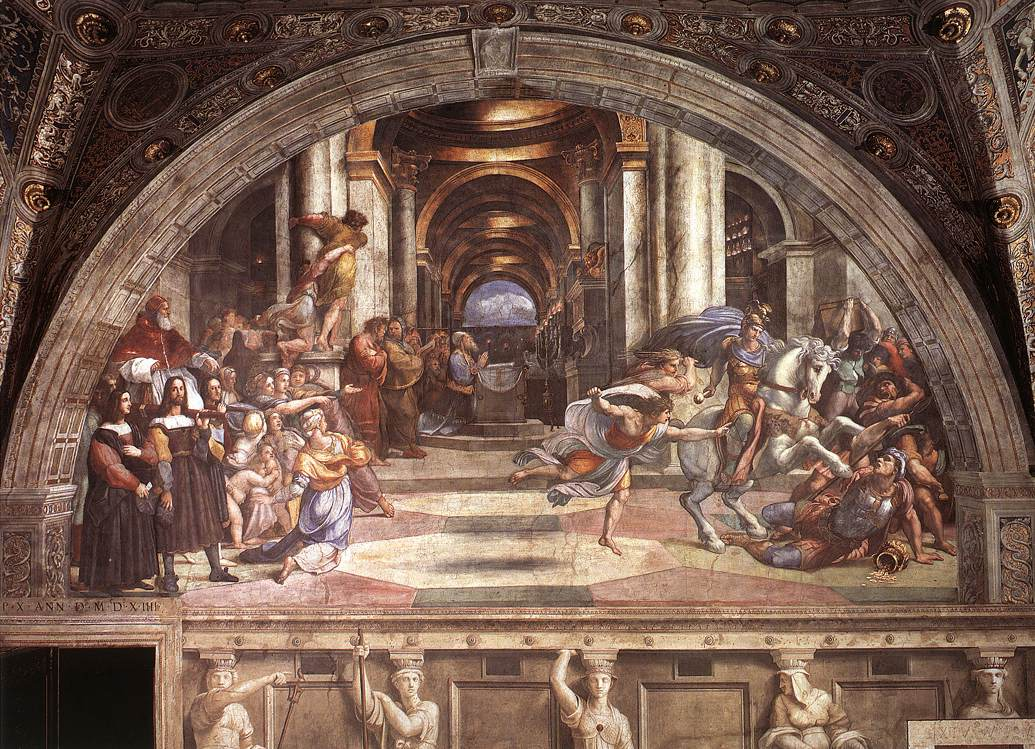
Raphaël, 1511-1512, palais du Vatican
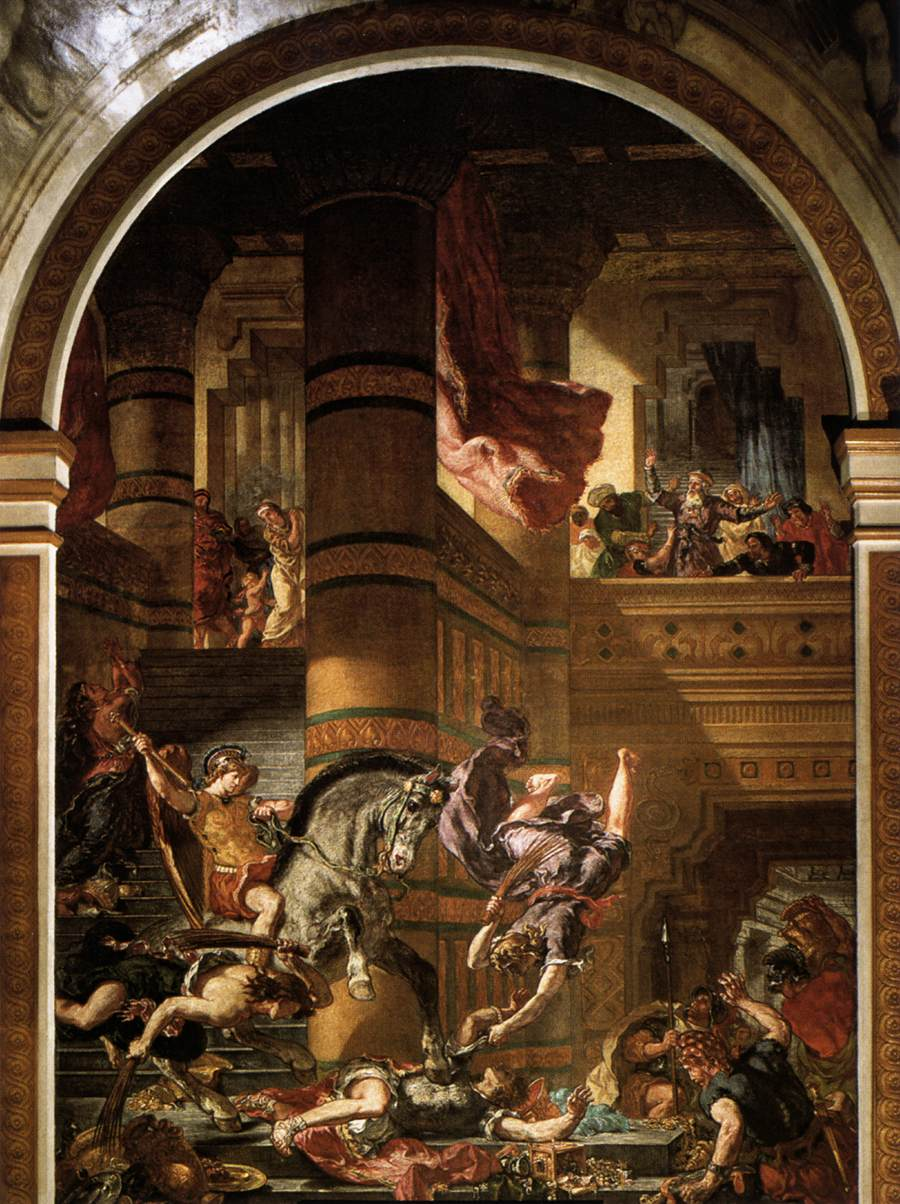
Eugène Delacroix, 1854-1861, Saint-Sulpice
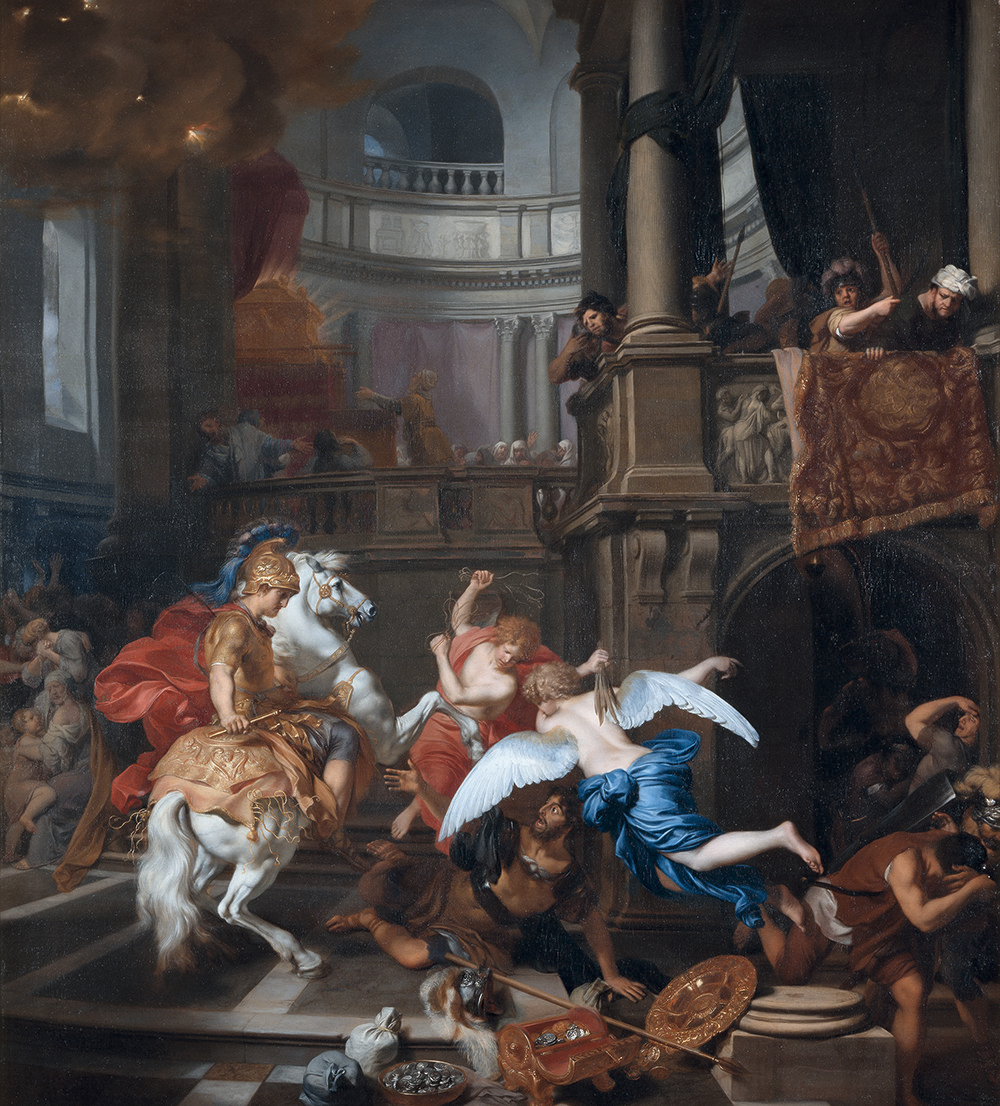
Héliodore expulsé du Temple, Gérard de Lairesse, 1674